# Église Saint-Germain de Saint-Germain-de-Livet
L'église Saint-Germain de Saint-Germain-de-Livet est une église catholique située à Saint-Germain-de-Livet, en France.

## Localisation

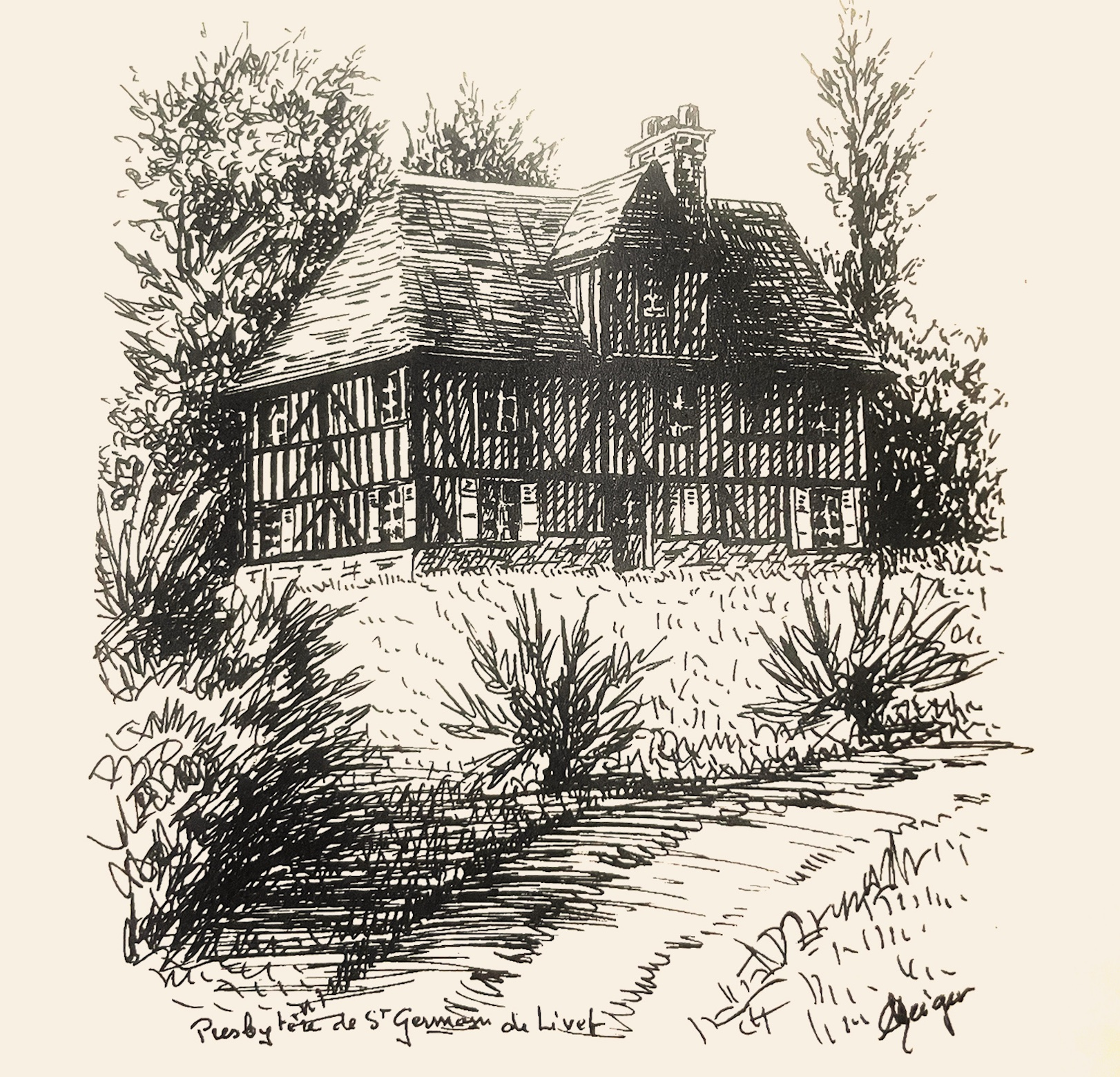

L'église est située dans le département français du Calvados, sur la commune de Saint-Germain-de-Livet, à côté de l'ancien presbytère daté des XVe et XVIe siècles et à proximité nord-est du château.

## Historique
L'édifice actuel date des XVIe et XIXe siècles.
L'édifice décrit au passé par Arcisse de Caumont était roman et daté du XIe siècle. Une chapelle seigneuriale était venue s'ajouter à l'édifice primitif au XVIe siècle. Des modifications avaient eu lieu au XVIIe siècle avec en particulier une nouvelle porte et des fenêtres remplacent les fenêtres primitives aux XVIe et XVIIe siècles.
Le remaniement important du XVIe siècle voit des vitraux installés.
L'édifice est profondément amputé au XIXe siècle dans des conditions assez incompréhensibles, car ni l'autorité ecclésiastique ni administrative ne l'empêche, l'église médiévale est rasée et remplacée par un édifice méprisé par Arcisse de Caumont.

## Architecture
L'ancien édifice faisait alterner pierres et briques en particulier le mur sud.
Arcisse de Caumont est sévère au XIXe pour le nouvel édifice.
L'édifice est inscrit partiellement au titre des monuments historiques le 5 mars 1959.

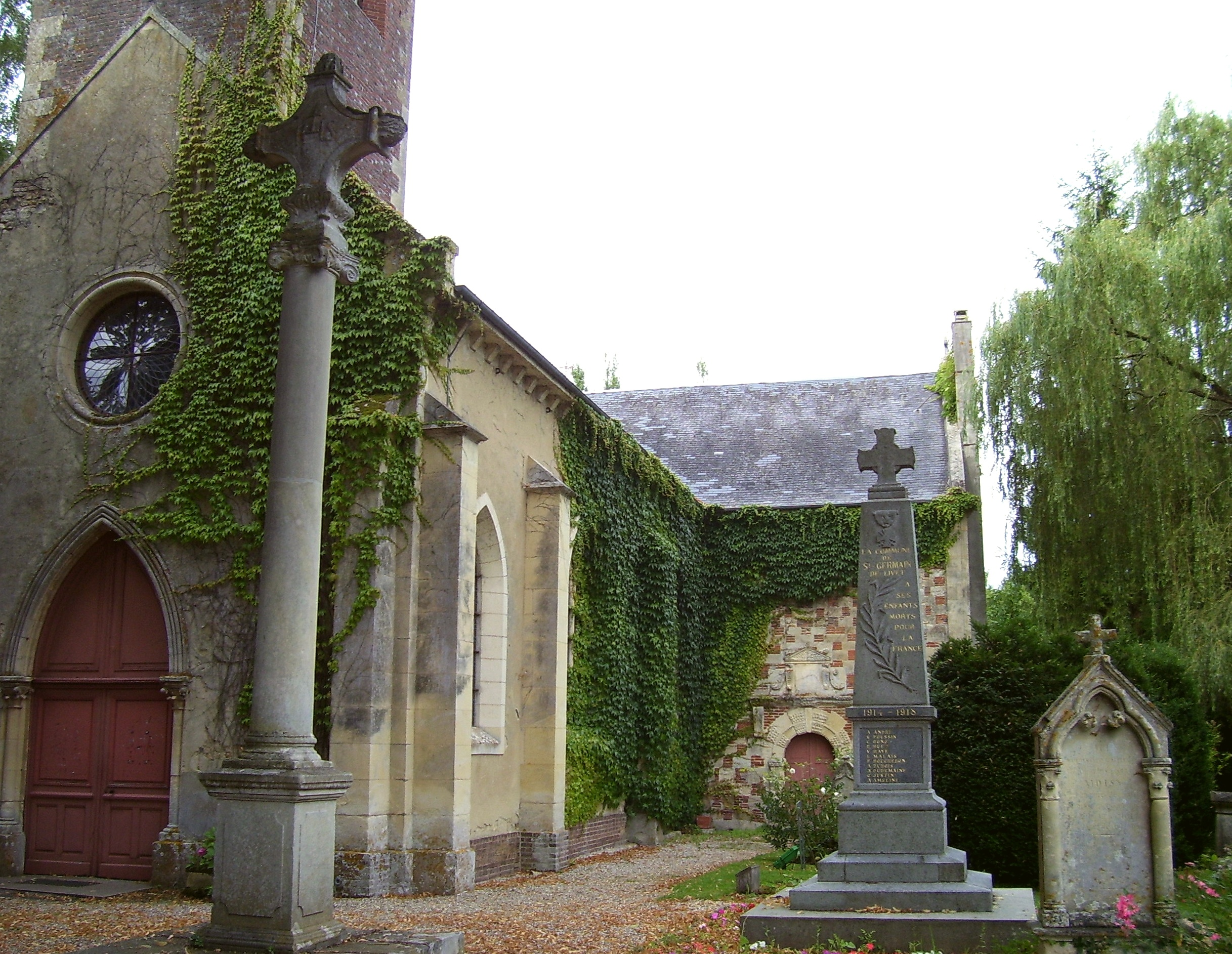
Vue extérieure.
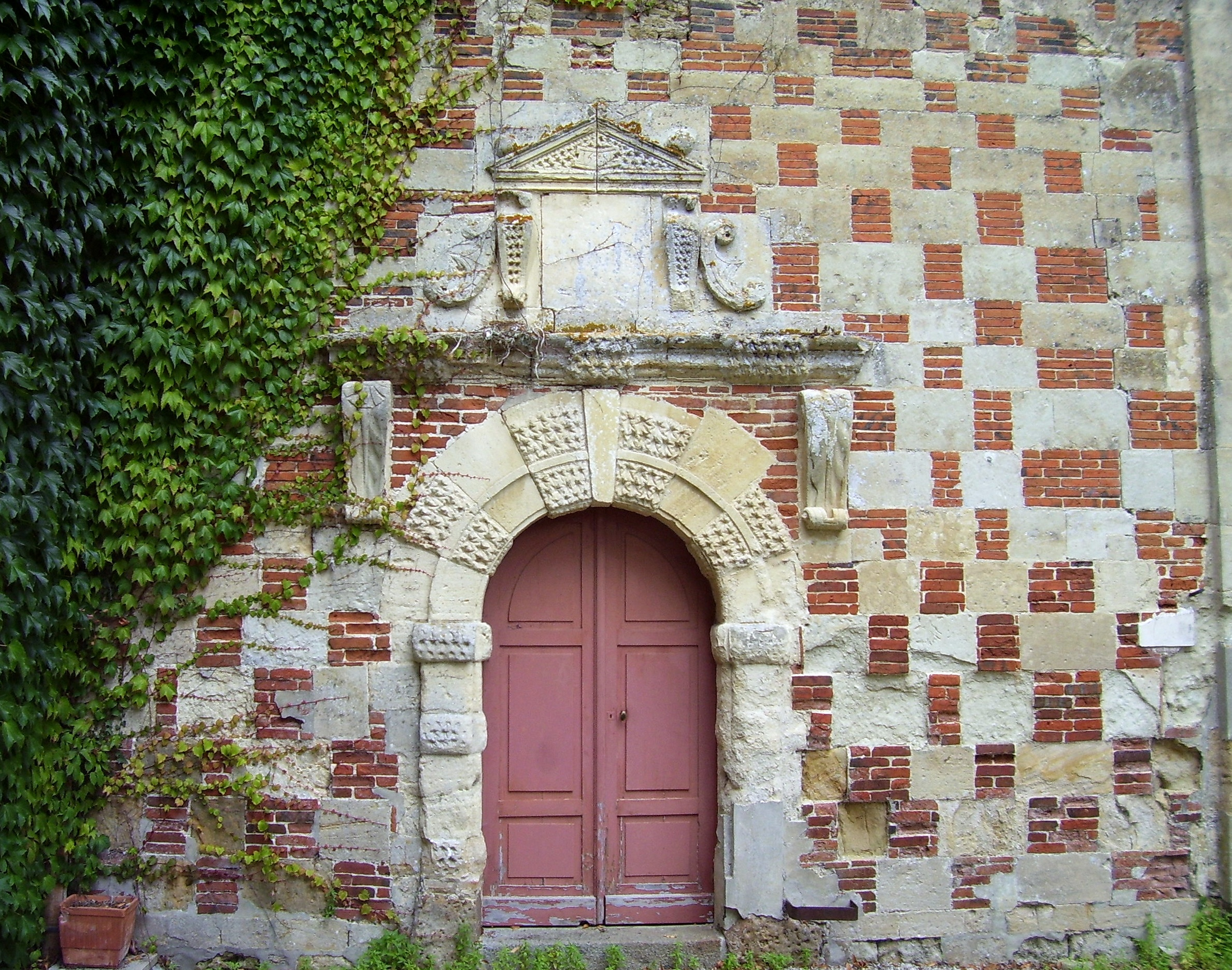
Vue extérieure de la partie ancienne préservée.

## Mobilier
Dans la chapelle se trouvent les orants des fondateurs et de leur fils, datées de la fin du XVIe et sans inscriptions. Les orants représentent des membres de la famille de Tournebu.